# Cața
Cața (deutsch Katzendorf, siebenbürgisch-sächsisch Kaznderf, ungarisch Kaca) ist eine Gemeinde im Kreis Brașov in der Region Siebenbürgen in Rumänien.

## Geographische Lage

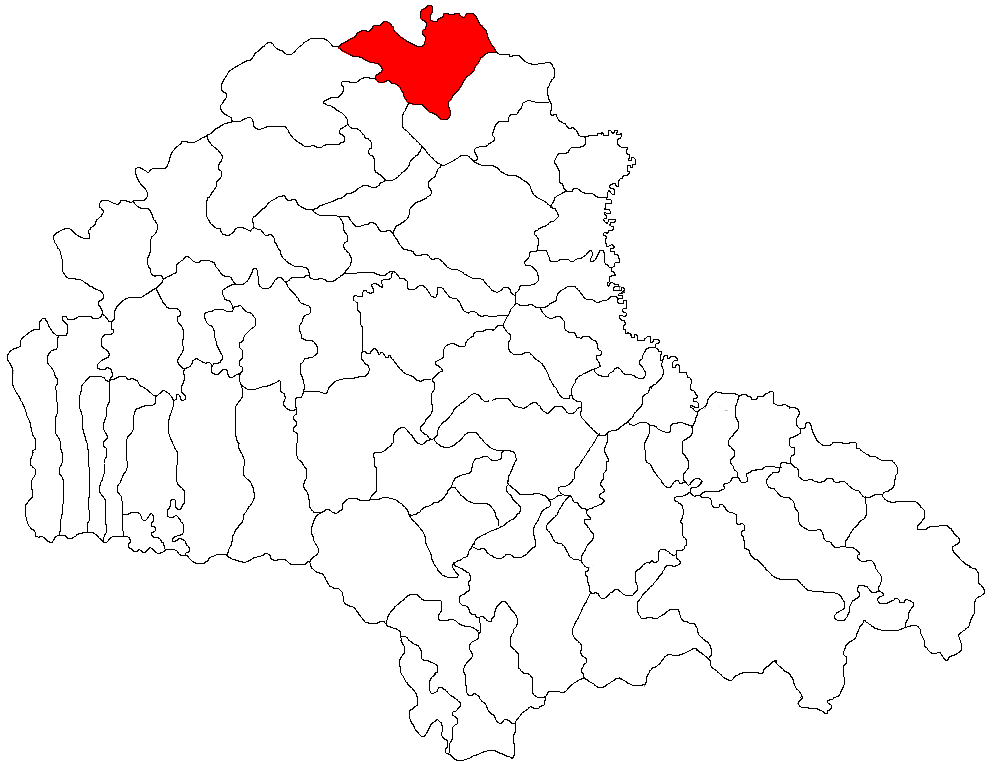
Lage der Gemeinde Cața im Kreis Brașov

Der Gemeinde Cața befindet sich im Osten des Siebenbürgischen Beckens, im Norden des Kreises Brașov. In der Homoroder Senke, am Zusammenfluss des Paloș mit dem Großen Homorod, einem Quellenfluss des Homorod, an der Kreisstraße (Drum județean) DJ 132B und der Bahnstrecke Teiuș–Brașov, liegt der Ort ca. 8 Kilometer nördlich von Rupea (Reps); die Kreishauptstadt Brașov (Kronstadt) befindet sich ca. 70 Kilometer südöstlich von Cața entfernt.

## Geschichte
Die Geschichte der Besiedlung der Region reicht bis in die Jungsteinzeit zurück. Auf dem Gebiet der Gemeinde wurden – auf einem von den Einheimischen „Der Steinberg“ (Dealu Pietrei) genannten Areal und in einer nah gelegenen Höhle – nach Angaben von G. Téglás, P. Pósta, I. Marțian, M. Roska und Kurt Horedt zahlreiche Funde gemacht, welche auf Behausungen der Jungsteinzeit und der Römerzeit deuten.
Katzendorf wurde vermutlich im 12. oder 13. Jahrhundert von Siebenbürger Sachsen gegründet. Die erste urkundliche Erwähnung stammt aus der Zeit um 1400, als in einem Register der Zinszahlung für die Kirche die Siedlung Katzendorf unter den Ortschaften des Kapitels Reps aufgezählt wird.
1515 scheiterte ein Versuch von General Giovanni Battista Castaldo, den Ort an Adlige zu verleihen. Im Jahr 1540 kauften die Bauern von Cața den auf dem Dorfareal liegenden Landbesitz dem ungarischen Adligen Ferenc (Franziskus) Katzai de Galambfalva für 80 Gulden ab. Türken und Tataren fielen 1658 in den Ort ein und brannten ihn nieder. Katzendorf wurde in den Jahren 1683, 1706 und 1749 von Bränden heimgesucht. Im Jahr 1706 brannte das gesamte Dorf sowie die Kirche nieder.
Der Ort ist auch wegen seiner typischen, reichen Schreinermalerei und, da einige Familien bis zu sieben Pferde hatten, auch als „Pferdedorf“ bekannt. Die Hauptbeschäftigung der Bevölkerung sind heute die Landwirtschaft und die Viehzucht.

## Bevölkerung
Die Bevölkerung der Gemeinde entwickelte sich wie folgt:
| 1850 | 4.523 | 2.002 | 323 | 1.815 | 383 |
| 1920 | 4.709 | 2.287 | 574 | 1.825 | 23  |
| 1941 | 4.263 | 1.471 | 696 | 1.721 | 375 |
| 1977 | 3.359 | 1.360 | 939 | 531   | 529 |
| 1992 | 2.491 | 1.034 | 808 | 41    | 608 |
| 2002 | 2.570 | 1.079 | 888 | 20    | 583 |
| 2011 | 2.463 | 1.088 | 751 | 16    | 608 |
| 2021 | 2.571 | 1.099 | 483 | 16    | 973 |

Seit der offiziellen Erhebung von 1850 wurde auf dem Gebiet der heutigen Gemeinde die höchste Einwohnerzahl – und gleichzeitig die der Rumänen und der Rumäniendeutschen – 1920 ermittelt. Die höchste Zahl der Ungarn (1.190) wurde 1966 und die der Roma (838) 2021 registriert. Des Weiteren wurden 1977 ein, 2002 zwei Ukrainer, 1910 34 und 1966 einer als Serbe und bei der Volkszählung 1880 zehn Slowaken registriert.
Auf dem Gebiet der Gemeinde lebten bis vor Ende des Zweiten Weltkrieges fast zu gleichen Teilen Rumänen und Sachsen, wobei Draas, Katzendorf und Meeburg eine deutsche, Paloș eine rumänische und Ionești eine ungarische Mehrheit besaßen. Mit dem Rückzug der deutschen Truppen Anfang September 1944 wurde von deutschen Offizieren die Evakuierung der Sachsen von Katzendorf und Draas (Drăușeni) angeordnet. Nach einer sieben Wochen langen Fahrt des Trecks, begleitet von 3–4 deutschen Soldaten, kam dieser in Amstetten (Niederösterreich) an. Im April 1945 wurde der größte Teil der Flüchtlinge in der Umgebung von Amstetten von der Roten Armee nach Rumänien zurückgeführt.

## Sehenswürdigkeiten
- Die Kirchenburg, im 13. Jahrhundert errichtet, wurde in ihrer Geschichte mehrfach umgebaut, erweitert und renoviert. Die dreischiffige romanische Pfeilerbasilika mit zwei romanischen Zwillingsfenstern wurde 1250 errichtet. Von den zwei ca. 4 Meter hohen Mauern der Befestigungsanlage umgeben, stehen am inneren Ring drei Türme; am äußeren – zum Teil zerfallen – steht seit 1676 der fünfeckige „Pfarrerturm“.[6] Die letzten Renovierungsarbeiten fanden 1969/70 statt. 2010 ist eine Dachsanierung der Kirchenburg durch die Hermann-Niermann-Stiftung vorgesehen.[9] Die Kirchenburg und Basilika stehen unter Denkmalschutz.[10]
- Das Zentrum des Ortes (Piața Centrală im 13. Jahrhundert errichtet und im 19. umgebaut), die Häuser von Michael Lienert (Nr. 59, 1808 errichtet), Günther Thomes (Nr. 266, 1833 errichtet), Hones-Marcus (Nr. 142, 1824 errichtet) und von Georg Mathie (Nr. 265, 1872–1883 errichtet) stehen unter Denkmalschutz.[10]
- Das evangelische Pfarrhaus, im 18. Jahrhundert errichtet, wurde vom Schriftsteller Frieder Schuller restauriert und ausgebaut. Hier organisiert Schuller seit 1992 nationale und internationale Kulturtreffen, wobei der „Dorfschreiberpreis von Katzendorf“ verliehen wird.[11] Das Pfarrhaus steht unter Denkmalschutz.[10]
- Die ehemalige deutsche Schule (1884 errichtet, heute die Dorfschule) und die ehemalige rumänische Schule (1936 errichtet) stehen unter Denkmalschutz.[10]
- Die rumänische-orthodoxe Kirche Sf. Treime, im 18. Jahrhundert errichtet, steht unter Denkmalschutz.[10]

## Persönlichkeiten
- Ioan Popescu (1832–1892), Pädagoge und Mitglied der rumänischen Akademie.[12]
- Frieder Schuller (* 1942), Schriftsteller und Filmregisseur[13]